# A Joyful Noise
Joyful Noise – piąty studyjny album amerykańskiego zespołu rockowego Gossip. Wydany został 11 maja 2012 przez wytwórnię Columbia Records. Materiał wyprodukował Brian Higgins założyciel Xenomanii, odpowiedzialny za brzmienie takich gwiazd jak Kylie Minogue czy Pet Shop Boys. Zestaw promuje singiel Perfect World. 
Jak twierdzi zespół, album ten nosi wszystkie znaki charakterystyczne dla twórczości grupy Gossip, choć nie brak tu brzmieniowych eksperymentów i ciągłego odkrywania na nowo swojej tożsamości.

## Odbiór płyty przez krytyków
Album Joyful Noise otrzymał mieszane recenzje od ogólnie krytyków muzycznych. Na stronie Metacritic, gdzie krytycy muzyczni oceniają płyty w skali od jeden do 100, album otrzymał wynik 60 punktów. Jest to średnia pochodząca od ocen 24 krytyków. Wśród ocen przeważały raczej średnie i mieszane recenzje, brak zdecydowanie pozytywnych bądź negatywnych opinii

## Komercyjny sukces?
Album Joyful Noise zadebiutował na 100. miejscu listy Billboard 200 sprzedając się w 5 000 egzemplarzy już w pierwszym tygodniu. W Europie album zadebiutował na czterdziestym siódmym miejscu na UK Albums Chart za sprzedaż 2 822 egzemplarzy w pierwszym tygodniu. Z kolei w Szwajcarii płyta osiągnęła numer jeden, numer dwa w Niemczech, numer trzy we Francji, numer cztery w Austrii i numer osiem w Belgii. W samej tylko Francji album sprzedał się w około 70 000 egzemplarzach.  

## Lista utworów
Większość utworów zostało napisanych i skomponowanych przez Beth Ditto, Hannah Blili i Nathana Howdeshella.
| Nr  | Tytuł                       | Długość |
| --- | --------------------------- | ------- |
| 01. | Melody Emergency            | 3:51    |
| 02. | Perfect World               | 4:27    |
| 03. | Get a Job                   | 4:59    |
| 04. | Move in the Right Direction | 3:31    |
| 05. | Casualties of War           | 4:15    |
| 06. | Into the Wild               | 3:13    |
| 07. | Get Lost                    | 4:07    |
| 08. | Involved                    | 4:15    |
| 09. | Horns                       | 3:45    |
| 10. | I Won't Play                | 3:19    |
| 11. | Love in a Foreign Place     | 4:22    |